# رابرت ادموند گرانت

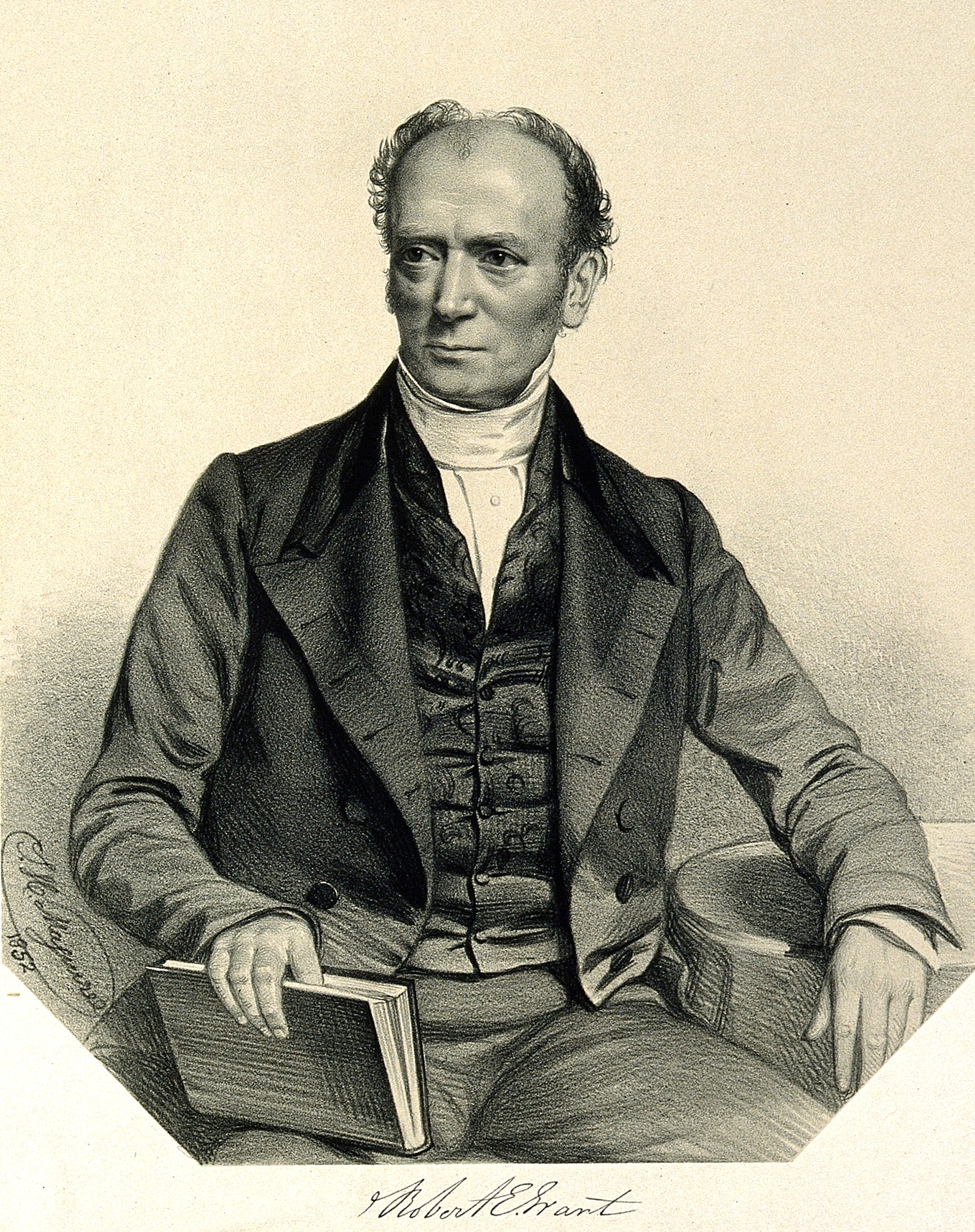
گرانت در سال ۱۸۵۲ و ۵۹ سالگی

رابرت ادموند گرانت (به انگلیسی: Robert Edmond Grant)،(زاده ۱۱ نوامبر ۱۷۹۳- درگذشته ۲۳ اوت ۱۸۷۴) کالبدشناس و جانورشناس بریتانیایی بود.

## زندگی‌نامه
گرانت در میدان آگریلِ (که بعدها برای ساختن خیابان چمبرز خرابش کردند) ادینبرو به دنیا آمد. او پسر الکساندر گرانت و زنش جین ادمونت بود. او در ادینبرو به مدرسه رفت و سپس در دانشگاه ادینبرو پزشکی خواند و در ۱۸۱۴ دکترای پزشکی گرفت ولی به خاطر علاقه به زیست‌شناسی دریایی و جانورشناسی بی‌مهرگان طبابت را کنار گذاشت و با ارث پدرش زندگی می‌کرد. به عنوان یک ماتریالیست و اندیشمند آزاد و از نظر سیاسی رادیکال، و در برابر ایده‌های زیست‌شناسی که در بریتانیا در شرایط حاکم پس از جنگ‌های ناپلئونی ویرانگر محسوب می‌شدند، ذهن بازی داشت. او در پایان‌نامهٔ دکترایش به عنوان سند به کتاب قوانین زندگی موجود زنده اثر اراسموس داروین اشاره کرد.
در سال ۱۸۲۴ او با پیشنهاد دکتر جان بارکلی به عنوان همکار انجمن سلطنتی ادینبرو برگزیده شد.
او یکی از پیشتازترین طبیعی‌دانان اوایل قرن نوزدهم در ادینبور و سپس اولین استاد کالبدشناسی تطبیقی در کالج دانشگاهی لندن شد. او به خاطر نفوذش بر چارلز داروین جوان و عقاید پسرخوانده‌اش ژفروآ در مورد تکامل مشهور است.
گرانت پست استادی کالبدشناسی تطبیقی کالج دانشگاهی لندن را از سال ۱۸۲۷ تا ۱۸۷۴ به عهده داشت؛ او در سال ۱۸۳۶ به عنوان همکار انجمن سلطنتی انتخاب شد، او طی سال‌های ۱۸۳۷ تا ۳۸ استاد تمام فیزیولوژی مؤسسهٔ سلطنتی شد، و در سال ۱۸۴۷ رئیس دانشکدهٔ پزشکی کالج دانشگاهی لندن شد. در سال ۱۸۵۳، او استاد زمین‌شناسی موزه بریتانیا شد.

## حرفه

### ادینبرو و مسافرت
گرانت مسافرت‌های فراوانی داشت و از دانشگاه‌های فرانسه، آلمان، ایتالیا و سوئیس بازدید کرد. او با جانورشناس فرانسوی اتین ژفروآ سن-ایلر، که دیدگاهی مشابه دیدگاه ژان-بتیست لامارک را در مورد تکامل ترویج می‌کرد، ملاقات کرد.
گرانت زندگی موجودات دریایی را با جمع‌آوری نمونه‌ها در اطراف ساحل در نزدیکی خانه‌ای که در پرستون‌پنز داشت و همچنین قایق‌های ماهیگیری، در خور فورث مطالعه کرد و در زیست‌شناسی حلزون‌های دریایی و اسفنج‌ها متخصص شد. او متوجه شد که قوانین یکسانی زندگی موجودات زنده از جانداران تک‌یاخته‌ای گرفته تا انسان را تحت تأثیر قرار می‌دهد. به دنبال جفری، گرانت چرخهٔ زندگی را به صورت یک زنجیره یا پله‌برقی که اساس آن جانداران تک‌یاخته‌ای است و همین‌طور به طرف بالا حرکت می‌کند، مرتب کرد.
در ۱۸۲۴ به جای جان بارکلی و با مقایسه کالبد بی‌مهرگان در مورد آن‌ها تدریس می‌کرد. او در این سال به عنوان همکار انجمن سلطنتی ادینبرو هم انتخاب شد.

## داروین به عنوان شاگرد
گرانت از اعضای بی‌باک و مصمم جامعه پلینیان ویژه دانشجویان طبیعی‌دان بود، که چارلز داروین هم در پاییز ۱۸۲۶ در شروع دومین سالی که دانشجوی پزشکی دانشگاه ادینبرو بود به آن پیوست. داروین مشتاق‌ترین دانشجوی گرانت شد و در جمع‌آوری نمونه‌ها به او کمک کرد.
در طی آن زمستان و بهار گرانت بیست مقاله بیشتر در مورد اسفنج‌های دریایی، تخم‌ها و لارو آن‌ها در نشریات ادینبرو منتشر کرد ترجمهٔ این مقالات به زبان فرانسوی موجب شهرت بین‌المللی گرانت شد. گرانت داروین را به عنوان میهمان به جامعه ورنرین که در اتاق رابرت جیم‌سان برگزار می‌شد و اعضای آن محدود به دانشجویان دکترا بود برد. آنجا داروین سخنرانی جان جیمز اودوبان را شنید. در ۲۴ مارس ۱۸۲۷، گرانت به جامعه اعلام کرد که هاگ‌های سیاهی که اغلب در پوستهٔ صدف های‌چروک یافت می‌شوند، تخم زالو است، و مقاله‌ای در مورد این کشف منتشر کرد. این کشف در حقیقت کار داروین بود و داروین پس از این رویداد علاقه خود را به گرانت به عنوان مربی از دست داد. داروین در ۲۷ مارس خودش این مطلب را اعلام کرده و در مورد مشاهداتش در مورد لارو صدف‌های دریایی در جامعه پلینیان صحبت کرد.
داروین در پژوهش‌های گرانت در «طرح وحدت» حیوانات به گرانت کمک کرد که اوج آن طرح اعلام گرانت به جامعه ورنرین بود که او در بدن نرم‌تنان لوزالمعده را شناسایی کرده‌است و آن را با تشریح یک حلزون دریایی نشان داد. او با این کار هماهنگی این موجودات ساده را با پستانداران نشان داده و آن‌ها را به جایگاهشان در زنجیرهٔ غذایی بحث‌برانگیز خود پیوند داد.

## کالج دانشگاهی لندن
سپس گرانت استاد کالبدشناسی تطبیقی کالج دانشگاهی لندن شد و این پست را از سال ۱۸۲۷ تا زمان مرگش در سال ۱۸۷۴ به عهده داشت. حقوق گرانت ۳۹ پوند در سال بود. او در مبارزات رادیکال و دموکراتیک برای ایجاد موزهٔ انجمن جانورشناسی که توسط افراد حرفه‌ای و نه اشراف آماتور اداره شود شرکت داشت و سعی کرد موزهٔ بریتانیا را به یک مؤسسه پژوهشی همانند موزه‌های فرانسوی تبدیل کند. محافظه‌کاران مخالف او بودند و به خاطر حمایت او از «نشریات مربوط به خزندگان» و «تمسخر کفرآمیز حقایق مسیحیت» به او حمله می‌کردند و موفق شدند مانع رأی آوردن او در انجمن جانورشناسی لندن شوند. ریچارد اوون که با حرارت زیاد با تئوری تکامل گرانت مخالفت می‌کرد، موفق شد جایگزین او شود.
در سال ۱۸۳۱، داروین بلافاصله پس از آماده شدن برای سفر بیگل برای مشاوره در مورد نحوهٔ ذخیره نمونه‌ها به ملاقات گرانت رفت. زمانی که داروین از سفر برگشت، گرانت از کسانی بود که پیشنهاد کرد نمونه‌های گردآوری شدهٔ او را آزمایش کند، اما پیشنهادش رد شد و ظاهراً آن‌ها تماس بیشتری با هم نداشتند.
گرانت در خانه‌اش در میدان یوستون لندن درگذشت، در حالیکه هنوز صندلی بی‌اهمیت استاد کالج دانشگاهی لندن را دراختیار داشت. دومین نیمه از زندگی حرفه‌ای گرانت موفقیت‌آمیز نبود و سبک او در تدریس جانورشناسی و کالبدشناسی تطبیقی توسط توماس هنری هاکسلی و ری لنکستر کنار گذاشته شد.
با این حال، لنکستر، موزه جانورشناسی کالج لندن را که اکنون با نام موزهٔ جانورشناسی گرانت شناخته می‌شود، در کالج دانشگاهی لندن حفظ و سازماندهی مجدد کرده و گسترش داد.

## نظرات
گرانت در مسافرت‌های مکرر خود در اروپا دوست نزدیک، جفری، یکی از شناخته‌شده‌ترین کالبدشناسان تطبیقی فرانسه شد. مدارس پزشکی ادینبرا که بیرون شهر بودند، زمین حاصلخیری برای ایده‌های جفری بود، و رادیکال‌های اسکاتلندی شاگردان جفری شدند. یکی از آن‌ها ویلیام براون جمجمه‌شناس بود که بعدها انرژی خود را به اصلاحات امور مربوط به پناهندگی و روانپزشکی عصبی اختصاص داد. گرانت این عقاید را به لندن برد. در آن جا هم‌ساخت‌شناسی (تکنیک اصلی جفری) را به دانشجویانش در کالج دانشگاهی لندن معرفی کرد. او همچنین ایده‌های آنری ماری دوکروته دو بلنویل و لامارک را که شبیه ایده‌های خود او بود و شامل تکرار دوره سیر تکامل هم می‌شد ترقی داد.

### پس‌زمینه در جفری
جفری یک دادارباور بود، و نظریه‌اش نظریهٔ نسب مشترک نبود، اما استفاده از پتانسیل موجود نوع مشخصی محسوب می‌شد. از نظر او، محیط زیست موجب ایجاد تغییرات مستقیم موجودات می‌شود. ارنست مایر عنوان این نظر را «جفریسم»
گذاشته‌است. این نظر قطعاً چیزی نیست که لامارک به آن معتقد بود (از نظر لامارک، تغییر در عادات موجب تغییر حیوان می‌شد). در سال ۱۸۱۶، لورنس متذکر شد که آب و هوا مستقیماً باعث ایجاد تفاوت بین نژادهای انسانی نمی‌شود.
در آناتومی تطبیقی جفری یک عضو یا گروهی از استخوان‌ها را در طیف وسیعی از حیوانات مقایسه می‌کرد. او از ۱۸۱۸ تا ۱۸۲۲ «وحدت ترکیب‌بندی» همهٔ مهره‌داران را متذکر شد. یکی از اکتشافات مهم او هم‌ساخت بودن صفحات پوشش آبشش ماهی‌ها با استخوانچه‌های گوش داخلی پستانداران است. روش‌های جفری در مورد مهره‌داران خوب عمل می‌کرد، اما زمانی که با وارونه و تا اندازه‌ای پشت و رو کردن بی‌مهرگان آن‌ها را با مهره‌داران مقایسه می‌کرد دچار مشکل می‌شد. در بحث بین جفری و کوویه در پاریس در ۱۵ فوریه ۱۸۳۰ و در برابر آکادمی علوم ژرژ کوویه ادعای جفری مبنی بر کاهش چهار شاخه از فرمانرو حیوانات را به تنها یک مورد به شدت رد کرد. ارتباط بین عقاید جفری و کوویه را می‌توان این گونه بیان کرد:در حالی که ساختار کوویه عملکرد را تعیین می‌کند، عملکرد جفری ساختار را تعیین می‌کند. با این وجود مسئلهٔ بین آن‌ها مذهبی، سیاسی و اجتماعی و همین‌طور علمی بود.

### برنامه گرانت
گرانت اولین بار و در سال ۱۸۲۶ در مورد تکامل برای عموم سخنرانی کرد. او گمان می‌کرد که «تراریختی» ممکن است بر تمام موجودات تأثیر بگذارد. او خاطر نشان کرد که لایه‌های متوالی صخره‌ها به نظر می‌رسد نشانگر توالی پیشرفتهٔ طبیعی حیوانات فسیل شده باشند. این بوسیلهٔ «شرایط خارجی» «یک مدل ابتدایی تکامل یافته» را شکل می‌دهد: این یک توضیح آشکار لامارکی است. همچنین گرانت منشأ مشترک گیاهان و حیوانات پذیرفت و پیشنهاد کرد که واحدهای اساسی زندگی (جانداران تک‌یاخته‌ای) به‌طور خودبه خودی تولید می‌شوند. این عقیده هم فروکاست‌گرایی و هم مادی‌گرایی و نتیجهٔ آن هم به‌طور آشکار بی‌خدایی بود. نظریهٔ او فراتر از نظریهٔ جفری و لامارک رفت، اما نظریه کامل تکامل نبود.

### رادیکالیسم و واکلی
گرانت هم از نظر اجتماعی و هم علمی ترقی‌خواه بود. او به‌طور گسترده و احتمالاً به درستی به عنوان یک ماتریالیست یا خداناباور شناخته شد:زیست‌شناسی او هیچ جایی برای نیروی فراطبیعی نداشت. او حامی واکلی، لنست و انجمن پزشکی بریتانیا بود، که همهٔ آن‌ها در زمان خود مخالف یک نیروی مسلط بر جهان بودند. ایده اصلی اصلاح‌طلبان رادیکال این بود که دولت باید کنترل شرکت‌های پزشکی را در دست بگیرد یا حداقل بر صدور مجوز آن‌ها نظارت داشته باشد.
زمانی که گرانت به لندن آمد شرایط قانونی عضویت در انجمن سلطنتی پزشکان لندن را نداشت، چون فارع‌التحصیل آکسفورد یا کمبریج نبود. پزشکانی که می‌خواستند در انگلستان کار کنند مجبور بودند از انجمن سلطنتی پزشکان لندن گواهی بگیرند یا گواهی داروسازی بدست بیاورند. گرانت از گرفتن گواهی از انجمن خودداری کرده و بنابراین خود را از منبع درآمد سودآور محروم کرد. او تمام عمرش برای اصلاح انجمن سلطنتی پزشکان لندن و انجمن سلطنتی جراحان انگلستان تلاش کرد.
واکلی به حمایت گرانت از لنست و برنامه رادیکالش با ستایش فراوان از گرانت پاسخ داد و در سال‌های ۱۸۳۳ و ۱۸۳۴ متن تمام ۶۰ سخنرانی دوره آناتومی تطبیقی گرانت را در لنست چاپ کرد. منتقدان موافق هستند که دوره درسی گرانت نخستین شرح «جامع و قابل دسترس» آناتومی فلسفی در زبان انگلیسی است.

## بزرگداشت
برای بزرگداشت گرانت یگ گونه مار آفریقایی را به نام او نامگذاری کرده‌اند.